# Vittorio Parigini
Vittorio Parigini (Moncalieri, 25 marzo 1996) è un calciatore italiano, di ruolo centrocampista o attaccante, svincolato.

## Biografia
Nasce nella prima cintura torinese; la madre e la sorella sono native di Atripalda, in provincia di Avellino.

## Caratteristiche tecniche
Giocatore dalle spiccate attitudini offensive nonché dotato di forza fisica, tecnica, accelerazione ed esplosività, nasce come prima punta fin quando Roberto Fogli, suo tecnico nella formazione Giovanissimi del Torino, decide di trasformarlo in esterno d'attacco. Impiegato principalmente sulla fascia destra, può essere utilizzato coi medesimi risultati anche a sinistra, ma grazie alla sua duttilità sa esprimersi su buoni livelli pure come trequartista o attaccante. Agli esordi è stato paragonato ad Alessio Cerci per le sue movenze in campo, soprattutto per quanto concerne velocità e capacità di saltare l'avversario.

## Carriera

### Club

#### Gli inizi
Inizia a dare i primi calci al pallone all'età di 4 anni nel Pancalieri, società dilettantistica dell'omonimo paese dell'hinterland di Torino. Notato da Silvano Benedetti, dopo un provino entra a 10 anni nel vivaio del Torino, dove cresce compiendo tutta la trafila delle squadre giovanili: qui ha modo di mettersi in mostra soprattutto tra gli Allievi Nazionali e nella Primavera, col tecnico Moreno Longo il quale non esita a schierarlo, con profitto, anche contro avversari di età maggiore.

#### Juve Stabia e Perugia
Nel 2013, a 17 anni, il Torino lo gira in prestito alla Juve Stabia; alla sua prima stagione da professionista disputa 14 gare in Serie B con le Vespe, di cui 5 da titolare, senza però riuscire a segnare.
L'anno successivo il Torino lo cede nuovamente in prestito tra i cadetti, stavolta al neopromosso Perugia. Debutta con gli umbri il 23 agosto 2014 nella sfida di Coppa Italia al Curi contro lo Spezia, realizzando la rete del definitivo 2-1 ai supplementari. Esordisce poi in campionato alla prima giornata, nella vittoria interna 2-1 sul Bologna, subentrando nella ripresa e fornendo l'assist a Falcinelli per il raddoppio biancorosso; alla quinta giornata debutta da titolare contro il Modena, mentre nella vittoria per 2-1 contro l'Entella realizza la sua prima rete in un campionato in cui gioca con continuità, raggiungendo con i Grifoni i play-off.
Nell'estate 2015 Torino e Perugia rinnovano il prestito del giocatore. Nella sua seconda stagione in Umbria è frenato dagli infortuni, che limitano il suo rendimento, totalizzando comunque 4 gol in 19 partite di campionato.

#### Chievo, Bari e Benevento
Tornato al Torino, con il quale prende parte al ritiro estivo, nell'agosto 2016 viene ceduto in prestito al Chievo. Esordisce con i Clivensi il 13 dello stesso mese, subentrando allo scadere nella vittoria interna contro l'Entella (3-0) valida per il terzo turno della Coppa Italia. L'esordio in Serie A avviene otto giorni dopo, a 20 anni, entrando in campo al Bentegodi all'86' della vittoria gialloblù 2-0 sull'Inter.
Dopo la sfortunata parentesi clivense con solo 3 presenze in campionato, il 10 gennaio 2017 passa in prestito al Bari, in Serie B; il 27 febbraio 2017 sigla il suo unico gol in maglia barese, nella sfida interna al San Nicola contro il Brescia. L'estate seguente il Torino lo cede in prestito al Benevento, neopromosso in massima serie, con obbligo di riscatto in caso di salvezza; mette a referto 21 presenze in campionato con la maglia degli Stregoni, che retrocedono però in cadetteria.

#### Torino, Cremonese, Genoa e Ascoli
Nell'estate 2018 rientra a Torino dove, per la prima volta in carriera, è inserito in pianta stabile nella rosa della prima squadra. Il successivo 16 settembre, in occasione della trasferta di campionato sul terreno dell'Udinese (1-1), subentra al compagno Berenguer all'88' facendo così il suo esordio in maglia granata dopo ben un lustro in prestito. Dopo essere stato impiegato con buona continuità nella prima stagione in Piemonte, in quella successiva è invece relegato ai margini della rosa torinista.
Nel gennaio 2020 viene venduto al Genoa che, contestualmente, lo cede in prestito ai cadetti della Cremonese. Esordisce con il club lombardo il successivo 8 febbraio, in occasione della partita persa 1-0 in trasferta col Crotone, mentre tre giorni dopo segna la sua prima rete con la maglia grigiorossa, nella sconfitta esterna per 3-2 contro lo Spezia.
A fine stagione torna al Genoa, con cui esordisce il 19 ottobre 2020 nel pareggio per 0-0 sul campo del Verona, subentrando al 79' a Pandev. Rimane in Liguria per un semestre. Viene ceduto in prestito all'Ascoli il 1º febbraio 2021, collezionando 10 presenze nel suo semestre coi marchigiani.

#### Anni successivi
Il 31 luglio 2021 il Genoa lo cede nuovamente in prestito, questa volta al Como. Il 16 ottobre 2021 segna la prima rete con i lariani, nel successo per 2-0 sull'Alessandria. Nell'estate 2022 il prestito viene rinnovato per la stagione seguente.
Il 28 agosto 2023 viene ceduto alla Feralpisalò, neopromossa in Serie B. Veste la maglia verdeblù fino al gennaio 2024, quando viene ceduto ai corregionali del Lecco, sempre tra i cadetti.
Nell'estate 2024 si accasa all'Audace Cerignola, in Serie C. Dopo un semestre in Puglia, il 3 febbraio 2025 passa a titolo definitivo alla SPAL, nel girone B di Serie C. Sei giorni dopo, al debutto in maglia biancazzurra, realizza il gol del 2-1 nella sconfitta contro la Virtus Entella.

### Nazionale
Nel 2013 ha partecipato con la nazionale Under-17 all'Europeo U-17 dove l'Italia è stata finalista, e al Mondiale U-17 dove l'Italia è stata eliminata negli ottavi di finale.
Esordisce con la nazionale Under-21 il 13 ottobre 2015, nella partita di qualificazione all'Europeo 2017 contro l'Irlanda, nella quale realizza il gol decisivo per la vittoria dell'Italia (1-0). Un infortunio occorso nel finale della stagione 2018-2019 non gli permette di essere convocato per l'Europeo di categoria del 2019 ospitato dall'Italia; termina quindi la sua esperienza in Under-21 con 7 gol in 21 presenze.

## Statistiche

### Presenze e reti nei club
Statistiche aggiornate al 17 maggio 2025.
| Stagione        | Squadra          | Campionato      | Campionato | Campionato | Coppe nazionali | Coppe nazionali | Coppe nazionali | Coppe continentali | Coppe continentali | Coppe continentali | Altre coppe | Altre coppe | Altre coppe | Totale | Totale |
| Stagione        | Squadra          | Comp            | Pres       | Reti       | Comp            | Pres            | Reti            | Comp               | Pres               | Reti               | Comp        | Pres        | Reti        | Pres   | Reti   |
| --------------- | ---------------- | --------------- | ---------- | ---------- | --------------- | --------------- | --------------- | ------------------ | ------------------ | ------------------ | ----------- | ----------- | ----------- | ------ | ------ |
| 2013-2014       | Juve Stabia      | B               | 14         | 0          | CI              | 0               | 0               | -                  | -                  | -                  | -           | -           | -           | 14     | 0      |
| 2014-2015       | Perugia          | B               | 30+1       | 4+0        | CI              | 2               | 1               | -                  | -                  | -                  | -           | -           | -           | 33     | 5      |
| 2015-2016       | Perugia          | B               | 19         | 4          | CI              | 0               | 0               | -                  | -                  | -                  | -           | -           | -           | 19     | 4      |
| Totale Perugia  | Totale Perugia   | Totale Perugia  | 49+1       | 8          |                 | 2               | 1               |                    | -                  | -                  |             | -           | -           | 52     | 9      |
| 2016-gen. 2017  | Chievo           | A               | 3          | 0          | CI              | 2               | 0               | -                  | -                  | -                  | -           | -           | -           | 5      | 0      |
| gen.-giu. 2017  | Bari             | B               | 15         | 1          | CI              | 0               | 0               | -                  | -                  | -                  | -           | -           | -           | 15     | 1      |
| 2017-2018       | Benevento        | A               | 21         | 0          | CI              | 0               | 0               | -                  | -                  | -                  | -           | -           | -           | 21     | 0      |
| 2018-2019       | Torino           | A               | 17         | 0          | CI              | 1               | 0               | -                  | -                  | -                  | -           | -           | -           | 18     | 0      |
| 2019-gen. 2020  | Torino           | A               | 0          | 0          | CI              | 0               | 0               | UEL                | 0                  | 0                  | -           | -           | -           | 0      | 0      |
| Totale Torino   | Totale Torino    | Totale Torino   | 17         | 0          |                 | 1               | 0               |                    | 0                  | 0                  |             | -           | -           | 18     | 0      |
| gen.-ago. 2020  | Cremonese        | B               | 15         | 3          | CI              | 0               | 0               | -                  | -                  | -                  | -           | -           | -           | 15     | 3      |
| 2020-gen. 2021  | Genoa            | A               | 4          | 0          | CI              | 1               | 0               | -                  | -                  | -                  | -           | -           | -           | 5      | 0      |
| gen.-giu. 2021  | Ascoli           | B               | 10         | 0          | CI              | -               | -               | -                  | -                  | -                  | -           | -           | -           | 10     | 0      |
| 2021-2022       | Como             | B               | 31         | 2          | CI              | 0               | 0               | -                  | -                  | -                  | -           | -           | -           | 31     | 2      |
| 2022-2023       | Como             | B               | 27         | 0          | CI              | 1               | 0               | -                  | -                  | -                  | -           | -           | -           | 28     | 0      |
| Totale Como     | Totale Como      | Totale Como     | 58         | 2          |                 | 1               | 0               |                    | -                  | -                  |             | -           | -           | 59     | 2      |
| 2023-gen. 2024  | Feralpisalò      | B               | 13         | 0          | CI              | 0               | 0               | -                  | -                  | -                  | -           | -           | -           | 13     | 0      |
| gen.-giu. 2024  | Lecco            | B               | 13         | 0          | CI              | -               | -               | -                  | -                  | -                  | -           | -           | -           | 13     | 0      |
| 2024-feb. 2025  | Audace Cerignola | C               | 9          | 0          | CI-C            | -               | -               | -                  | -                  | -                  | -           | -           | -           | 9      | 0      |
| feb.-giu. 2025  | SPAL             | C               | 12+2       | 2          | CI              | -               | -               | -                  | -                  | -                  | -           | -           | -           | 14     | 2      |
| Totale carriera | Totale carriera  | Totale carriera | 253        | 16         |                 | 7               | 1               |                    | 0                  | 0                  |             | -           | -           | 260    | 17     |

### Cronologia presenze e reti in nazionale
| Cronologia completa delle presenze e delle reti in nazionale ― Italia under 21 | Cronologia completa delle presenze e delle reti in nazionale ― Italia under 21 | Cronologia completa delle presenze e delle reti in nazionale ― Italia under 21 | Cronologia completa delle presenze e delle reti in nazionale ― Italia under 21 | Cronologia completa delle presenze e delle reti in nazionale ― Italia under 21 | Cronologia completa delle presenze e delle reti in nazionale ― Italia under 21 | Cronologia completa delle presenze e delle reti in nazionale ― Italia under 21 | Cronologia completa delle presenze e delle reti in nazionale ― Italia under 21 |
| Data                                                                           | Città                                                                          | In casa                                                                        | Risultato                                                                      | Ospiti                                                                         | Competizione                                                                   | Reti                                                                           | Note                                                                           |
| ------------------------------------------------------------------------------ | ------------------------------------------------------------------------------ | ------------------------------------------------------------------------------ | ------------------------------------------------------------------------------ | ------------------------------------------------------------------------------ | ------------------------------------------------------------------------------ | ------------------------------------------------------------------------------ | ------------------------------------------------------------------------------ |
| 13-10-2015                                                                     | Vicenza                                                                        | Italia under 21                                                                | 1 – 0                                                                          | Irlanda under 21                                                               | Qual. Europeo Under-21 2017                                                    | 1                                                                              | 61’ 90’                                                                        |
| 10-8-2016                                                                      | San Benedetto del Tronto                                                       | Italia under 21                                                                | 0 – 0                                                                          | Albania under 21                                                               | Amichevole                                                                     | -                                                                              | 75’                                                                            |
| 10-11-2016                                                                     | Southampton                                                                    | Inghilterra under 21                                                           | 3 – 2                                                                          | Italia under 21                                                                | Amichevole                                                                     | -                                                                              | 43’ 90’                                                                        |
| 14-11-2016                                                                     | Bergamo                                                                        | Italia under 21                                                                | 0 – 0                                                                          | Danimarca under 21                                                             | Amichevole                                                                     | -                                                                              | 73’                                                                            |
| 1-9-2017                                                                       | Toledo                                                                         | Spagna under 21                                                                | 3 – 0                                                                          | Italia under 21                                                                | Amichevole                                                                     | -                                                                              | 85’                                                                            |
| 4-9-2017                                                                       | Cittadella                                                                     | Italia under 21                                                                | 4 – 1                                                                          | Slovenia under 21                                                              | Amichevole                                                                     | -                                                                              | 54’                                                                            |
| 5-10-2017                                                                      | Budapest                                                                       | Ungheria under 21                                                              | 2 – 6                                                                          | Italia under 21                                                                | Amichevole                                                                     | -                                                                              | 60’                                                                            |
| 10-10-2017                                                                     | Ferrara                                                                        | Italia under 21                                                                | 4 – 0                                                                          | Marocco under 21                                                               | Amichevole                                                                     | 1                                                                              | 56’ 60’                                                                        |
| 14-11-2017                                                                     | Frosinone                                                                      | Italia under 21                                                                | 3 – 2                                                                          | Russia under 21                                                                | Amichevole                                                                     | 1                                                                              | 57’                                                                            |
| 22-3-2018                                                                      | Perugia                                                                        | Italia under 21                                                                | 1 – 1                                                                          | Norvegia under 21                                                              | Amichevole                                                                     | -                                                                              | 63’                                                                            |
| 27-3-2018                                                                      | Novi Sad                                                                       | Serbia under 21                                                                | 0 – 1                                                                          | Italia under 21                                                                | Amichevole                                                                     | -                                                                              | 45’                                                                            |
| 25-5-2018                                                                      | Estoril                                                                        | Portogallo under 21                                                            | 3 – 2                                                                          | Italia under 21                                                                | Amichevole                                                                     | 1                                                                              | 74’                                                                            |
| 29-5-2018                                                                      | Besançon                                                                       | Francia under 21                                                               | 1 – 1                                                                          | Italia under 21                                                                | Amichevole                                                                     | -                                                                              | 76’                                                                            |
| 6-9-2018                                                                       | Dunajská Streda                                                                | Slovacchia under 21                                                            | 3 – 0                                                                          | Italia under 21                                                                | Amichevole                                                                     | -                                                                              | 58’                                                                            |
| 11-9-2018                                                                      | Cagliari                                                                       | Italia under 21                                                                | 3 – 1                                                                          | Albania under 21                                                               | Amichevole                                                                     | 1                                                                              | 67’                                                                            |
| 11-10-2018                                                                     | Udine                                                                          | Italia under 21                                                                | 0 – 1                                                                          | Belgio under 21                                                                | Amichevole                                                                     | -                                                                              | 83’                                                                            |
| 15-10-2018                                                                     | Vicenza                                                                        | Italia under 21                                                                | 2 – 0                                                                          | Tunisia under 21                                                               | Amichevole                                                                     | 1                                                                              |                                                                                |
| 15-11-2018                                                                     | Ferrara                                                                        | Italia under 21                                                                | 1 – 2                                                                          | Inghilterra under 21                                                           | Amichevole                                                                     | -                                                                              | 63’                                                                            |
| 19-11-2018                                                                     | Reggio Emilia                                                                  | Italia under 21                                                                | 1 – 2                                                                          | Germania under 21                                                              | Amichevole                                                                     | 1                                                                              | 61’                                                                            |
| 21-3-2019                                                                      | Trieste                                                                        | Italia under 21                                                                | 0 – 0                                                                          | Austria under 21                                                               | Amichevole                                                                     | -                                                                              | 59’ 90+4’                                                                      |
| 25-3-2019                                                                      | Frosinone                                                                      | Italia under 21                                                                | 2 – 2                                                                          | Croazia under 21                                                               | Amichevole                                                                     | -                                                                              | 74’ 42’                                                                        |
| Totale                                                                         |                                                                                | Presenze                                                                       | 21                                                                             |                                                                                | Reti                                                                           | 7                                                                              |                                                                                |